# Léon V (roi d'Arménie)
Pour les articles homonymes, voir Léon V et Léon d'Arménie.
Léon V ou Lévon V (en arménien Լեիոն Ե), né en 1310 et mort en 1341, est un roi d'Arménie de 1320 à 1341. Il est fils d'Oshin, roi d'Arménie, et d'Isabelle de Korikos, tous deux de la famille des Héthoumides.

## Biographie
Pendant sa minorité, la régence est assurée par Oshin, seigneur de Korikos, son oncle et beau-père. Durant cette période, le royaume subit des raids des Mamelouks et des Mongols. Le pape Jean XXII intervient pour inciter l'ilkhan et le roi Philippe V de France à secourir l'Arménie, et le royaume obtient une trêve de quinze ans avec le sultan Al-Nasr Muhammad. Léon est obligé d'épouse la fille du régent, Alice de Korikos. Oshin ordonne l'assassinat de plusieurs membres de la famille royale pour renforcer son pouvoir, et la vengeance de Léon quand il atteint sa majorité en 1329 est violente. Oshin, son frère Kostandin, connétable d'Arménie et seigneur de Lampron, Alice, la femme de Léon, sont assassinés sur l'ordre du roi ; la tête d'Oshin est envoyée à l'ilkhan et celle de Kostandin à Al-Nasr Muhammad.
Léon est franchement francophile et favorable à l'union des Églises arménienne et romaine, ce qui déplaît grandement aux barons arméniens. Son second mariage avec Constance d'Aragon renforce considérablement le sentiment anti-franc.
En 1337, Al-Nasr Muhammad envahit de nouveau l'Arménie, prend la ville d'Ayas et Léon est obligé de conclure un traité humiliant, cédant des territoires, versant un important tribut et promettant de ne pas traiter avec les Francs. Il passe le reste de sa vie dans la forteresse de Sis, en espérant l'aide occidentale. Il meurt assassiné le 28 décembre 1341. Son fils Héthoum étant déjà mort, il a désigné dans son testament comme héritier son cousin Guy de Lusignan (Constantin IV).

## Mariages et enfants
Il a épousé le 10 août 1321 sa cousine germaine Alice de Korikos (morte en 1329), fille d'Oshin, seigneur de Korikos, et d'Isabelle d'Ibelin. De ce mariage, forcé, est né :
- Héthoum, mort jeune en 1331.

Ayant fait assassiner sa première épouse, il se remarie le 29 décembre 1331 avec Constance de Sicile, veuve d'Henri II, roi de Chypre, et fille de Frédéric II d'Aragon, roi de Sicile, et d'Éléonore d'Anjou. Il n'y a pas d'enfants de ce second mariage.

## Sources
- (en) Cet article est partiellement ou en totalité issu de l’article de Wikipédia en anglais intitulé « Levon IV of Armenia » (voir la liste des auteurs).
- René Grousset, L'Empire du Levant : Histoire de la Question d'Orient, Paris, Payot, coll. « Bibliothèque historique », 1949 (réimpr. 1979), 648 p. (ISBN 978-2-228-12530-7), p. 401.
- (en) « Armenia », sur Foundation for Medieval Genealogy (consulté le 20 juin 2010).